# Zintkala Nuni
Zintkála Nuni (1890–1920; en lakota: Pájaro Perdido) fue una mujer sioux lakota que siendo una bebé de 4 meses fue encontrada viva entre las víctimas de la Masacre de Wounded Knee.
El cuarto día después de la masacre, cuando un pelotón del ejército de los EE. UU. salió para enterrar a los muertos, Zintkala fue encontrada en el campo bajo una fina capa de nieve, protegida dentro del tradicional portabebés a la espalda que su madre se había sacado y colocado contra sí mientras se tendía en un hundimiento del terreno, ella había muerto congelada. La criatura fue cuidada por otras mujeres lakota hasta su plena recuperación de los cuatro días expuesta a temperaturas heladas y sin alimento. Desconociendo su identidad o nombre lakota de nacimiento, la llamaron Zintkala Nuni ("Pájaro Perdido"). 
El general Leonard Wright Colby la recogió y se la llevó en tren hasta su casa en Beatrice, Nebraska, como una especie de reliquia o "curiosidad" de la masacre. La adoptó legalmente el 19 de enero de 1891, nombrándola Margaret Elizabeth Colby. Colby dijo sobre su nueva hija, "es mi reliquia de la guerra Sioux de 1891 y la Masacre de Wounded Knee". Zintkala fue criada por la esposa de Colby, Clara Bewick Colby, una activista sufragista y editora del diario Women's Tribune. Al saber que una mujer lakota la había llamado "Zintkala nuni" [pájaro perdido] cuando Colby se la llevó, Clara Colby la llamaba "Zintka".
Cuando la niña tenía 5 años, el general Colby abandonó a su familia, y se casó con la niñera de Zintka. Según su biógrafo, Zintkala padeció en su niñez los prejuicios y el rechazo de los parientes de los Colby y de sus compañeros de clase. Debido a la  ajetreada vida laboral de Clara Colby, Zintkala pasó la mayor parte de sus años escolares en varios internados para indios americanos, entre ellos el de Haskell en Kansas y el de Chamberlain en Dakota del Sur. Cuando Zintkala tenía 17 años, Clare Colby decidió que Zintkala era demasiado rebelde y la envió a vivir con su padre adoptivo. Poco después, Zintkala quedó embarazada. Aunque el padre es desconocido, los historiadores sospechan que Zintkala fue violada por Colby. El general envió a Zintkala a la Nebraska Industrial Home en Milford, Nebraska, un reformatorio para madres solteras, donde dio a luz un niño muerto. Su padre adoptivo la dejó en el reformatorio un año.
Después la joven regresó con su madre adoptiva que ahora vivía en Portland, Oregón. Zintka pronto se casó pero contrajo sífilis de su marido y le dejó después de solo unas pocas semanas de matrimonio. Trabajó como figurante en el gran espectáculo de Búfalo Bill y como extra en varias películas mudas. Interpretó a Pocahontas en 1915 en la Exposición Universal de San Francisco. Alternó el circuito de vodevil con la prostitución ocasional cuando la mala situación financiera la obligaba. Con su segundo marido tuvo dos hijos, uno murió poco después de nacer y el segundo lo entregó a otra mujer india para que lo cuidara. En 1918, en la absoluta pobreza, ella y su tercer marido se mudaron con los padres de él a Hanford, California. Allí, el 14 de febrero de 1920, Zintkala murió de la gripe española complicada por la sífilis. Fue enterrada en una humilde tumba en Hanford.
El 11 de julio de 1991, se llevó a cabo una ceremonia dirigida por Arvol Looking Horse en Wounded Knee, Dakota del Sur donde los restos de Zintkala Nuni fueron reenterrados cerca de la fosa común donde yace su familia lakota. En su honor, la Lost Bird Society fue entonces creada para ayudar a aquellos nativos norteamericanos que fueron adoptados fuera de su cultura a recuperar su herencia ancestral.